# Tokuhiko Uwabo
Tokuhiko Uwabo (parfois appelé Bo, Tokuhiko « Bo » Uwabo ou Noah Toku) est un compositeur et producteur de musiques de jeu vidéo.

## Ludographie
| Sega Game Music Vol.1                                                  | 1986 | CD - Original Soundtrack                                                       | Compositeur                          |
| Alex Kidd in Miracle World                                             | 1986 | Master System                                                                  | -                                    |
| Phantasy Star                                                          | 1987 | Master System                                                                  | -                                    |
| Space Harrier II                                                       | 1989 | Mega Drive                                                                     | -                                    |
| Phantasy Star II                                                       | 1989 | Mega Drive                                                                     | Compositeur                          |
| Revenge of Shinobi                                                     | 1989 | Mega Drive                                                                     | Sound coordinator / sound programmer |
| Sorcerian                                                              | 1989 | Mega Drive                                                                     | -                                    |
| ESWAT: Cyber Police                                                    | 1990 | Mega Drive                                                                     | Sound coordinator                    |
| Castle of Illusion                                                     | 1990 | Mega Drive                                                                     | -                                    |
| Quackshot                                                              | 1991 | Mega Drive                                                                     | Sound producer                       |
| Sonic the Hedgehog 3                                                   | 1993 | Mega Drive                                                                     | -                                    |
| Sonic and Knuckles                                                     | 1994 | Mega Drive                                                                     | -                                    |
| Sega Mega Drive Ultimate Collection - Limited Edition Vinyl Soundtrack | 2009 | Vinyl OST - Original Soundtrack - Side B 05: Phantasy Star II (Tokuhiko Uwabo) | Compositeur                          |